# Ban kiểm soát (công ty)
Ban Kiểm soát (Board of Supervisors) của một công ty có nhiệm vụ giống như các cơ quan tư pháp trong mô hình tam quyền phân lập nhằm giúp các cổ đông kiểm soát hoạt động quản trị và quản lý điều hành công ty.

## Cơ cấu Ban kiểm soát
Cơ cấu Ban kiểm soát thường bao gồm:
1. Trưởng ban Kiểm soát
2. Thành viên Ban kiểm soát chuyên trách
3. Thành viên Ban kiểm soát không chuyên trách

## Việc bầu Ban kiểm soát
Các chức danh của Ban kiểm soát thường có nhiệm kỳ từ 3 - 5 năm trùng với nhiệm kỳ của Hội đồng quản trị và phải do Đại hội cổ đông bầu ra. Chu trình thực hiện là Đại hội cổ đông bầu ra Ban kiểm soát. Ban kiểm soát bầu các chức danh cụ thể trong nội bộ ban. Thông thường, trong ban, dù ít người cũng phải có ít nhất một thành viên có trình độ chuyên môn về kế toán, kiểm toán.
Thành viên Ban kiểm soát có thể được bầu lại với số nhiệm kỳ không hạn chế.

## Các giới hạn về khả năng và đạo đức của thành viên Ban kiểm soát
Thành viên Ban kiểm soát cần có một số điều kiện cốt yếu, thể hiện trong các quy định về tiêu chuẩn và điều kiện làm thành viên Ban kiểm soát như:
- Từ 21 tuổi trở lên, có đủ năng lực hành vi dân sự và không thuộc đối tượng bị cấm thành lập và quản lý doanh nghiệp;
- Không phải là vợ hoặc chồng, cha, cha nuôi, mẹ, mẹ nuôi, con, con nuôi, anh, chị, em ruột của thành viên Hội đồng quản trị, Giám đốc, Tổng Giám đốc và người quản lý khác. Điểm này sẽ hạn chế các thông đồng hoặc hành vi không chuẩn của thành viên Ban kiểm soát.
- Thành viên Ban kiểm soát không được giữ các chức vụ quản lý công ty.
- Thành viên Ban kiểm soát cũng không nhất thiết phải là cổ đông hoặc người lao động của Công ty.

## Các quyền hạn và nhiệm vụ của Ban kiểm soát
- Kiểm soát toàn bộ hệ thống tài chính và việc thực hiện các quy chế của công ty: Kiểm tra tính hợp lý, hợp pháp, tính trung thực và mức độ cẩn trọng trong quản lý, điều hành hoạt động kinh doanh, trong tổ chức công tác kế toán, thống kê và lập báo cáo tài chính.Thẩm định báo cáo tình hình kinh doanh, báo cáo tài chính theo các định kỳ của công ty, báo cáo đánh giá công tác quản lý của Hội đồng quản trị lên Đại hội đồng cổ đông tại cuộc họp thường niên.

Xem xét sổ kế toán và các tài liệu khác của Công ty, các công việc quản lý, điều hành hoạt động của Công ty bất cứ khi nào nếu xét thấy cần thiết hoặc theo quyết định của Đại hội đồng cổ đông theo yêu cầu của cổ đông hoặc nhóm cổ đông.
- Kiểm tra bất thường: Khi có yêu cầu của cổ đông hoặc nhóm cổ đông, Ban Kiểm soát thực hiện kiểm tra trong thời hạn bảy ngày làm việc, kể từ ngày nhận được yêu cầu. Trong thời hạn mười lăm ngày, kể từ ngày kết thúc kiểm tra, Ban kiểm soát phải báo cáo giải trình về những vấn đề được yêu cầu kiểm tra đến Hội đồng quản trị và cổ đông và nhóm cổ đông có yêu cầu.
- Can thiệp vào hoạt động công ty khi cần: Kiến nghị Hội đồng quản trị hoặc Đại hội đồng Cổ đông các biện pháp sửa đổi, bổ sung, cải tiến cơ cấu tổ chức quản lý, điều hành hoạt động kinh doanh của công ty.
- Khi phát hiện có thành viên Hội đồng quản trị hoặc Đại hội đồng Cổ đông, Tổng Giám đốc vi phạm nghĩa vụ của người quản lý công ty phải thông báo ngay bằng văn bản với Hội đồng quản trị, yêu cầu người có hành vi vi phạm chấm dứt hành vi vi phạm và có giải pháp khắc phục hậu quả.

## Vị thế của Ban kiểm soát trong công ty
Theo các quy chế mới nhất, Ban kiểm soát có vị thế tương đối độc lập và khá cao. Về mô hình, Ban kiểm soát có thể ngang cấp với Hội đồng quản trị và trên cả Ban giám đốc. Song trên thực tế, Ban kiểm soát còn rất nhiều khó khăn để đạt được vị trí chỉ ngang bằng so với cả Ban giám đốc.
Nguyên nhân của tình trạng này có nhiều, song chủ yếu do các thành viên Ban kiểm soát thường là những người nắm giữ ít cổ phiếu của công ty. Họ gần như không bao giờ là đại cổ đông của công ty.
Đạo luật Sarbanes-Oxley đã xác định vai trò và vị thế mới của Ban kiểm soát, song thực tế để đạt được những điều căn bản như vậy không phải dễ dàng, nhất là trong hoàn cảnh Việt Nam.